# Enkyō
Enkyō (japanisch 延享) ist eine japanische Ära (Nengō) von April 1744 bis August 1748 nach dem gregorianischen Kalender. Der vorhergehende Äraname ist Kanpō, die nachfolgende Ära heißt Kan’en. Die Ära fällt in die Regierungszeit des Kaisers (Tennō) Sakuramachi.
Der erste Tag der Enkyō-Ära entspricht dem 3. April 1744, der letzte Tag war der 4. August 1748. Die Enkyō-Ära dauerte fünf Jahre oder 1585 Tage.

## Ereignisse
- 1746 Veröffentlichung und Uraufführung des Sugawara Denju Tenarai Kagami  (菅原伝授手習鑑) als Bunraku-Stück in Osaka
- 1747 Veröffentlichung und Uraufführung des Yoshitsune Senbon Zakura  (義経千本桜) als Bunraku-Stück in Osaka